# Langnau im Emmental
Langnau im Emmental (toponimo tedesco) è un comune svizzero di 9 419 abitanti del Canton Berna, nella regione dell'Emmental-Alta Argovia (circondario dell'Emmental, del quale è il capoluogo).

## Monumenti e luoghi d'interesse

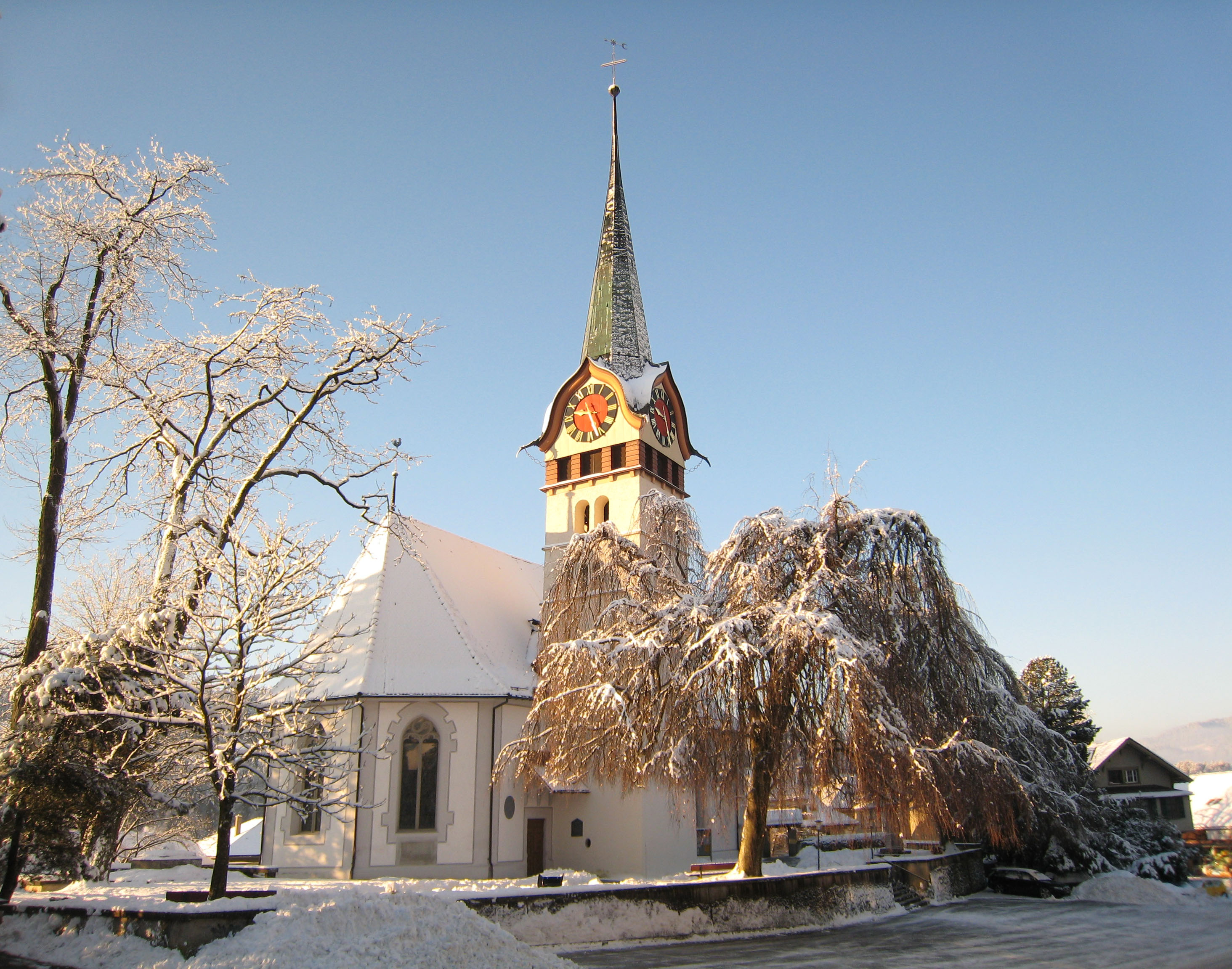
La chiesa riformata

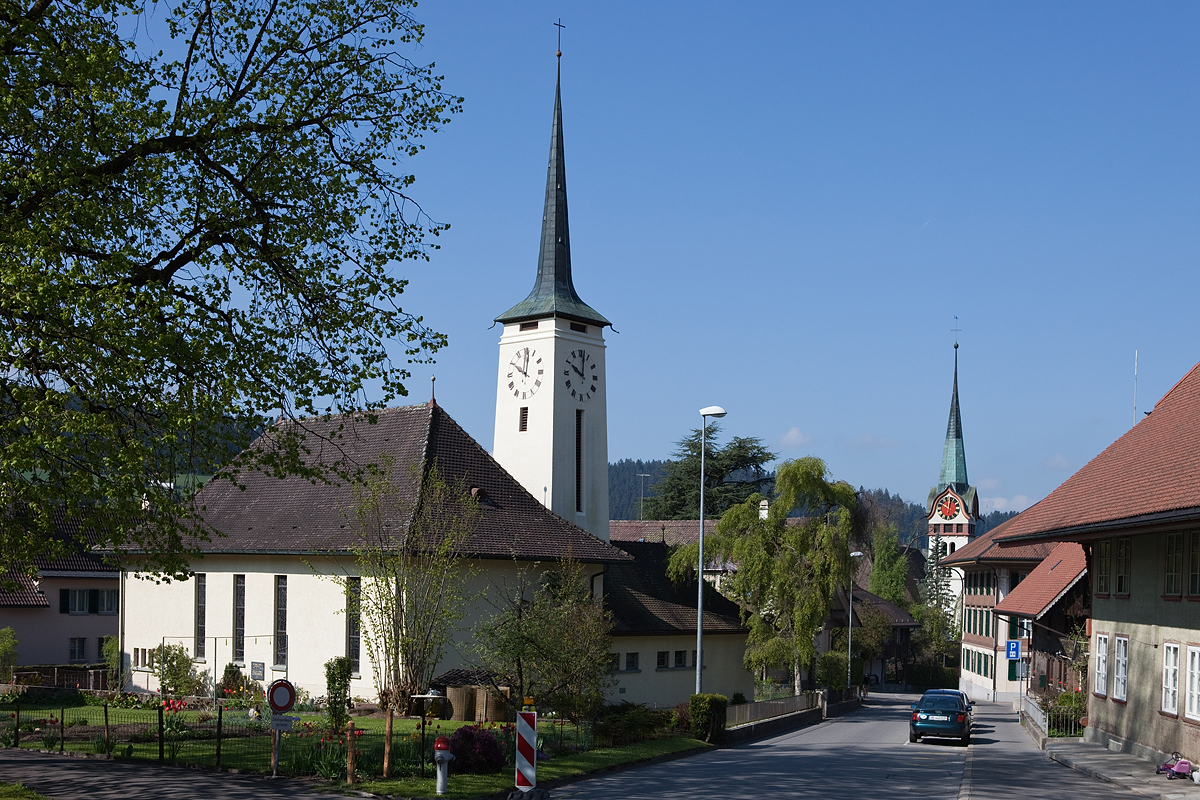
La chiesa cattolica della Santa Croce

- Chiesa riformata (già di San Martino), attestata dal 1275 e ricostruita nel 1673-1674[1];
- Chiesa cattolica della Santa Croce, eretta nel 1932[1];
- Rovine del castello di Spitzenberg, attestato dal 1241[2].

## Società

### Evoluzione demografica
L'evoluzione demografica è riportata nella seguente tabella:
Abitanti censiti

## Geografia antropica

### Frazioni e quartieri
- Frittenbach
- Gohl
- Grossviertel
  - Bärau
- Hühnerbach
- Ilfis
- Langnau-Dorf
- Rigenen

### Alpeggi
- Hohmatt
- Rafrüti
- Rislau
- Schynen

## Infrastrutture e trasporti

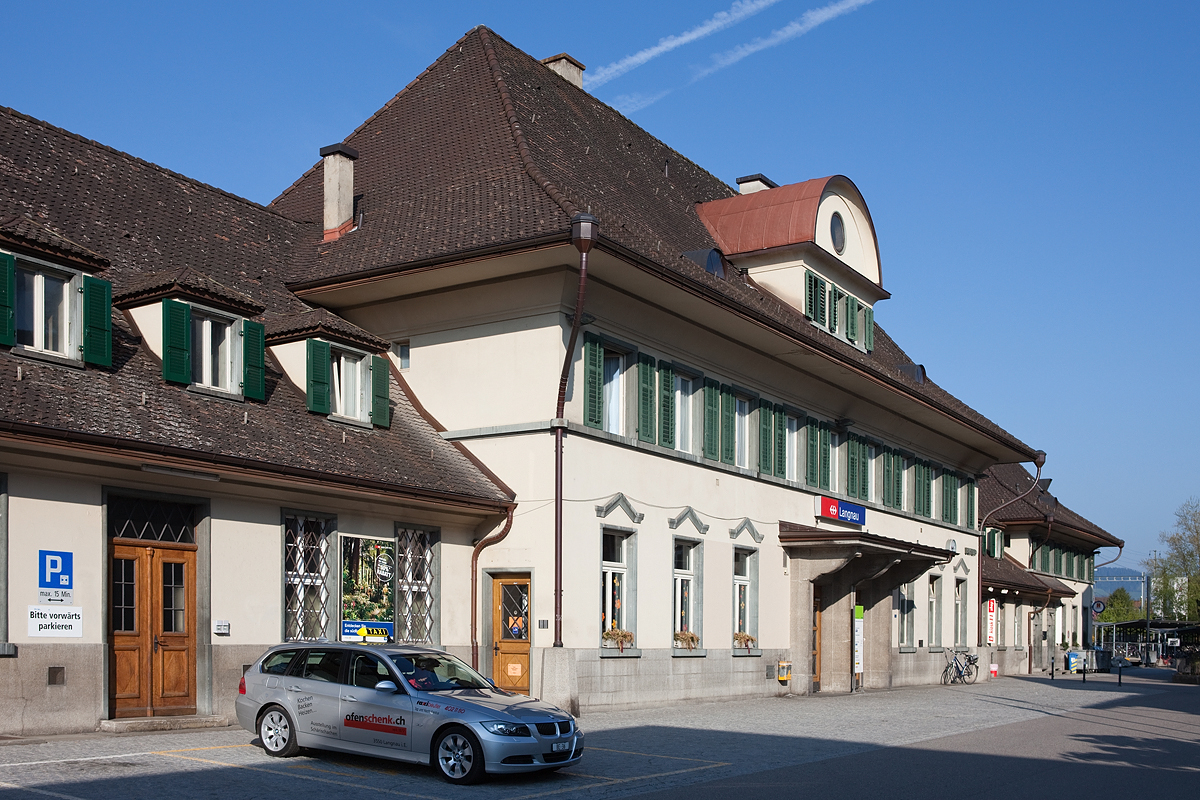
La stazione di Langnau im Emmental

Langnau im Emmental è servito dall'omonima stazione sulle ferrovie Emmentalbahn, Berna-Lucerna (linee S2 S4/S44 della rete celere di Berna e linea S6 della rete celere di Lucerna.

## Amministrazione
Ogni famiglia originaria del luogo fa parte del cosiddetto comune patriziale e ha la responsabilità della manutenzione di ogni bene ricadente all'interno dei confini del comune.

## Sport

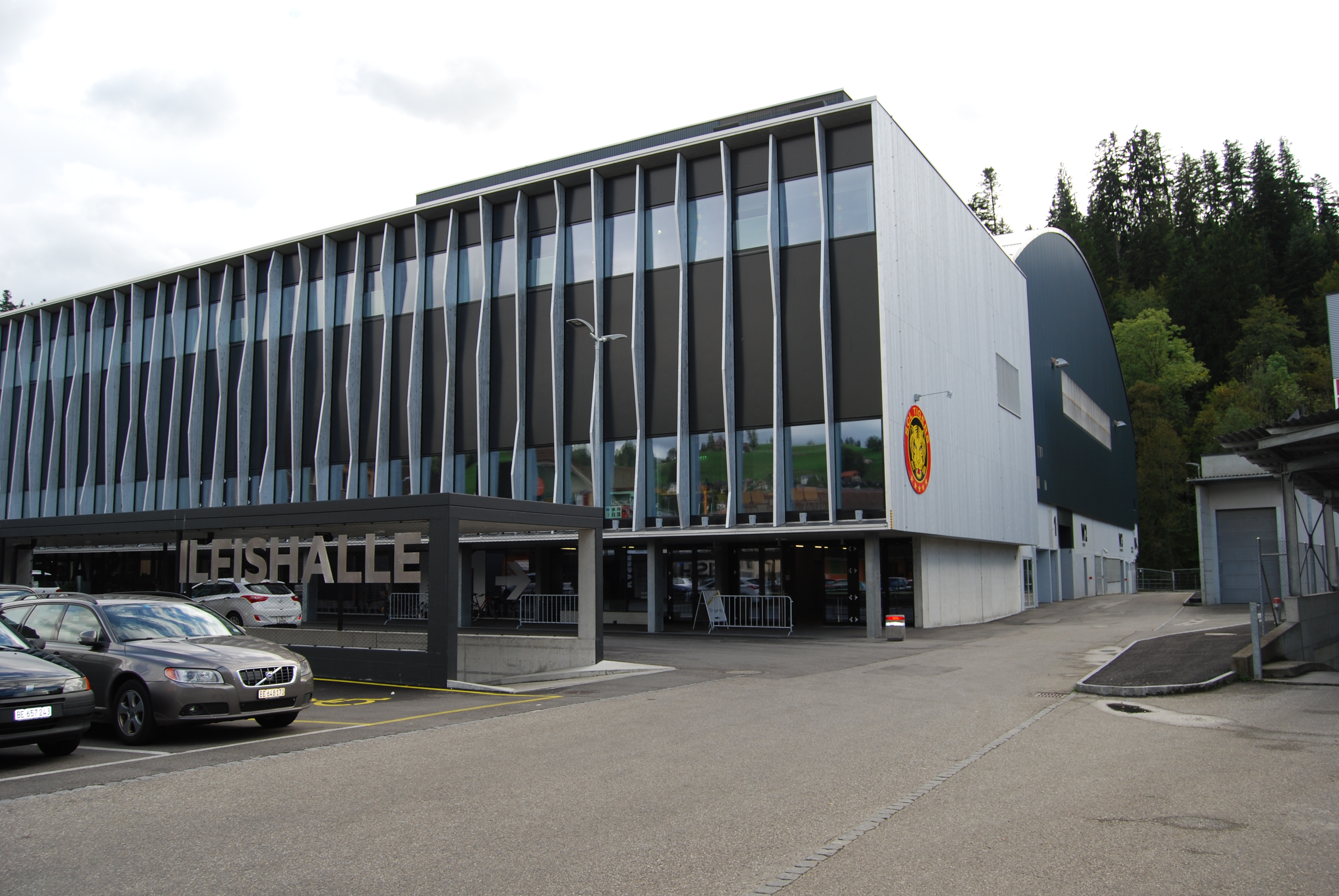
La Ilfishalle

A Langnau im Emmental, attrezzata con il palazzetto Ilfishalle, ha sede la squadra di hockey su ghiaccio Schlittschuh-Club Langnau Tigers.